# Meranoplus minor
Meranoplus minor é uma espécie de formiga do gênero Meranoplus, pertencente à subfamília Myrmicinae.